# Ljungsjön, Halland
Ljungsjön eller Lyngsjön är en sjö i Falkenbergs kommun i Halland och ingår i Ätran-Himleåns kustområde. Sjön har en area på 0,283 kvadratkilometer och ligger 68 meter över havet. Sjön avvattnas av vattendraget Törlan. Runt sjön finns även ett promenadspår på cirka 4 kilometer.

## Delavrinningsområde
Ljungsjön ingår i det delavrinningsområde (632450-129794) som SMHI kallar för Ovan Sandabäcken. Medelhöjden är 39 meter över havet och ytan är 50,22 kvadratkilometer. Det finns inga avrinningsområden uppströms utan avrinningsområdet är högsta punkten. Avrinningsområdets utflöde Törlan mynnar i havet. Avrinningsområdet består mestadels av skog (16 %), öppen mark (13 %) och jordbruk (69 %). Avrinningsområdet har 0,29 kvadratkilometer vattenytor vilket ger det en sjöprocent på 0,6 %.